# 北魏灭北凉之战
魏灭北凉之战，439年（北魏太延五年）六月至九月，魏太武帝率军攻克北凉都城姑臧（今甘肃省武威市）灭亡北凉的战争。
439年三月，北魏太武帝遣使至北凉，得知北凉国王沮渠牧犍对于传播柔然可汗谣言“去年魏帝伐柔然大败，不能复报”表示高兴。知其怀有二心，经朝议，决定依从崔浩之计，出其不意，攻打北凉。六月，太武帝率兵从平城（今山西大同市东北）出发，派侍中、宜都王穆寿辅助太子拓跋晃监国，又令大将军、长乐王嵇敬，辅国太将军、建宁王拓跋崇领兵二万屯漠南（今蒙古高原戈壁沙漠以南地区），以防柔然。同时命公卿致书责备沮渠牧犍，列数其十二项罪状，劝其亲率群臣远迎魏军为上。随后太武帝自云中渡过黄河，于七月至上郡属国城（汉置属国于上郡安置降胡，称属国城），留下辎重，部署诸军。以抚军大将军、永昌王拓跋健，尚书令劉絜与常山王拓跋素为前锋，两道并进；骠骑大将军、乐平王拓跋丕，太宰、阳平王杜超为后继；以平西将军源贺为向导。源贺为故南凉国王之子，南凉原来占据姑臧，后为北凉所占。源贺对太武帝建言：“姑臧城旁有四部鲜卑，都是臣祖父的旧民，愿意劝他们归附”。太武帝同意，八月，拓跋健获得河西（即河西走廊与泊水流域一带）畜产二十余万。沮渠牧犍未肯出迎，一面派使者向柔然求救，一面派其弟征南大将军董来領兵万余出战于姑臧城南，北凉兵望风而逃。魏太武帝遣使让沮渠牧犍出降，沮渠牧犍得报柔然将攻打北魏边塞，猜北魏可能还师，于是闭城固守。其侄子沮渠祖城出降，魏帝得知城内情况，于是分兵围攻。由于源贺引兵招抚姑臧城附近诸部下三万余落，太武帝专攻姑臧。九月，沮渠牧犍之侄沮渠万年率军降于北魏，姑臧城破，沮渠牧犍率文武五千人出降。北凉历三十九年而亡。继之，魏军又攻克张掖、乐都、酒泉等地，留将镇守。至此，北魏统一了北方。西晋末年以来135年的十六国时期结束。